# Шилдебай
Шилдебай (каз. Шілдебай) — село в Каркаралинском районе Карагандинской области Казахстана. Входит в состав аульного округа Таттимбет. Код КАТО — 354839300.

## Население
В 1999 году население села составляло 169 человек (93 мужчины и 76 женщин). По данным переписи 2009 года, в селе проживало 75 человек (40 мужчин и 35 женщин).